# Blanche av England
Blanche av England, född 1392, död 1409, var en engelsk prinsessa, dotter till Henrik IV av England och Mary de Bohun.
Hennes mor avled när hon var två år gammal. År 1399 besteg hennes far tronen. Han ville säkra sin legitimitet som monark genom äktenskapsallianser med andra monarker, och därför blev Blanche trolovad med Ludvig III av Pfalz och hennes syster Filippa med Erik av Pommern. Bröllopet ägde rum 1402. Trots att äktenskapet var arrangerat, ska parterna ha blivit förälskade i varandra och levt lyckliga med varandra. I Blanches hemgift ingick den äldsta engelska krona som finns bevarad. Hon avled i barnsäng. 